# دوشان ميهايلوفيتش
دوشان ميهايلوفيتش هو لاعب كرة قدم صربي في مركز الوسط، ولد في 30 يونيو 1985 في زرنجانین في صربيا. شارك مع منتخب صربيا تحت 17 سنة لكرة القدم. أما مع النوادي، فقد لعب مع نادي أو إف كيه بيوغراد ونادي تشوكاريتشكي.

## وصلات خارجية
- دوشان ميهايلوفيتش على موقع قاعدة بيانات كرة القدم.إي يو (الإنجليزية)
- دوشان ميهايلوفيتش على موقع Soccerway.com (الإنجليزية)